# ルドヴィッヒ・シュトルーベ

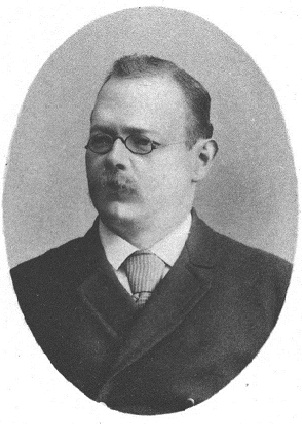
グスタフ・ヴィルヘルム・ルードヴィッヒ・シュトルーベ

グスタフ・ヴィルヘルム・ルードヴィッヒ・シュトルーベ（Gustav Wilhelm Ludwig von Struve、ロシア語: Людвиг Оттович Струве, ラテン文字転写: Lyudvig Ottovich Struveまたは  Людвиг Оттонович Струве(Lyudvig Ottonovich Struve）、1858年11月1日 - 1920年11月4日）は、ドイツ系のロシア生まれの数学者・天文学者である。

## 略歴
プルコヴォ天文台の台長オットー・ヴィルヘルム・シュトルーベの息子として、プルコヴォで生まれた。兄は天文学者のヘルマン・シュトルーベである。 
1880年にタルトゥ大学を卒業した。その後ドルパート天文台で研究し、1883年から1885年の間ベルリン、ミラノ、ライプツィヒで学び、ドルパート天文台に戻り博士号を得た。位置天文学を研究した。1894年からウクライナのハリコフ大学とハリコフ天文台で働き、1897年教授となった。地球の歳差運動の研究などに業績がある。1919年シンフェロポリのタリウス大学教授になった。
ロシア革命後の内戦で息子のオットー・シュトルーベが白軍に加わり、亡命途中にセバストポールで死去した。